# Iō Kuroda
Iou Kuroda (黒田硫黄) és un mangaka japonés nascut el 5 de gener de 1971.

## Obres
- Dai-Nippon Tengu-tō Ekotoba
- Sexy voice and Robo
- Nasu (berenjena)
- Metrópoli